# Rhagamys orthodon
Rhagamys orthodon är en utdöd gnagare som räknas till underfamiljen möss (Murinae).
Artens närmaste släktingar finns i släktet skogsmöss (Apodemus). Fossil av R. orthodon hittades på Korsika och Sardinien och dateras till mellersta pleistocen fram till kort efter senaste istiden. Vid slutet av pleistocen blev individerna tydlig större än sina förfäder.
Arten dog troligen ut på grund av människans ankomst på öarna. Med människan kom konkurrenter som svartråttan och olika husdjur som försämrade villkoren för R. orthodon. De sista individerna levde antagligen för cirka 2 000 år sedan.